# Madame Sousatzka
Madame Sousatzka es una película dramática británica de 1988 dirigida por John Schlesinger y con guion de Ruth Prawer Jhabvala. Está basada en la novela homónima de Bernice Rubens.

## Argumento
El inmigrante bengalí Sushila Sen (Shabana Azmi) vive en Londres con su hijo Manek (Navin Chowdhry) quien es un músico sobresaliente. Manek estudia piano con Madame Sousatzka (Shirley MacLaine), que es una inmigrante rusa. Madame Sousatzka, aunque muy talentosa, nunca tuvo éxito como pianista y, por lo tanto, vive a través de sus clases, particularmente talentosos como Manek. El chico hindú pronto se ve obligado a elegir entre Madame Sousatzka y su madre, que compiten por su atención.

## Reparto
- Shirley MacLaine como Madame Sousatzka
- Navin Chowdhry como Manek
- Shabana Azmi como Sushila
- Peggy Ashcroft como Lady Emily
- Robert Rietty como Leo Milev
- Twiggy como Jenny
- Leigh Lawson como Ronnie
- Lee Montague como Vincent Pick